# 出入橋出口
出入橋出口（でいりばしでぐち）は、大阪府大阪市北区の阪神高速道路11号池田線の出口。環状線方面から出口のみのハーフICである。梅田・北新地の最寄り出口の一つである。
1964年11月12日に供用を開始した時は入口だったが、1965年12月12日から出口に変更された。

## 道路
- 阪神高速11号池田線（11-02）

### 案内板
- 出入橋出口　国道2号

## 接続する道路
- 国道2号（曽根崎通）

## 周辺
- 出入橋
- ハービスOSAKA
- 北新地駅
- 大阪駅
- ザ・リッツ・カールトン大阪
- 露天神社（お初天神）
- 大阪駅前ビル
- サウスゲートビルディング（大丸梅田店）
- 西梅田駅
- 阪神百貨店

## 隣
阪神高速11号池田線
中之島JCT - (11-02)出入橋出口 - (11-01)中之島入口 - (11-03)梅田出入口